# (15009) 1998 QF27
1998 كيو أف 27 (ويعرف أيضًا باسم (15009) 1998 كيو أف 27 وفق تسمية الكوكب الصغير) (بالإنجليزية: 1998 QF27)‏ هو كويكب ضمن حزام الكويكبات؛ وترتيبه 15009 من حيث الاكتشاف.
اكتُشف هذا الجُرم الفلكي بواسطة بحث لنكولن عن الكويكبات القريبة من الأرض في 24 أغسطس 1998.

## وصلات خارجية
- (15009) 1998 QF27 في قاعدة بيانات مختبر الدفع النفاث لأجرام النظام الشمسي الصغيرة

- الاكتشاف · مخطط المدار ·  العناصر المدارية · المعلمات المادية

- (15009) 1998 QF27 على موقع ويكي سكاي: DSS2, SDSS, GALEX, IRAS, Hydrogen α, X-Ray, Astrophoto, Sky Map, Articles and images